# Seimatosporium consocium
Seimatosporium consocium är en svampart som först beskrevs av Peck, och fick sitt nu gällande namn av Shoemaker 1964. Seimatosporium consocium ingår i släktet Seimatosporium och familjen Amphisphaeriaceae.   Inga underarter finns listade i Catalogue of Life.